# Zupa plujka

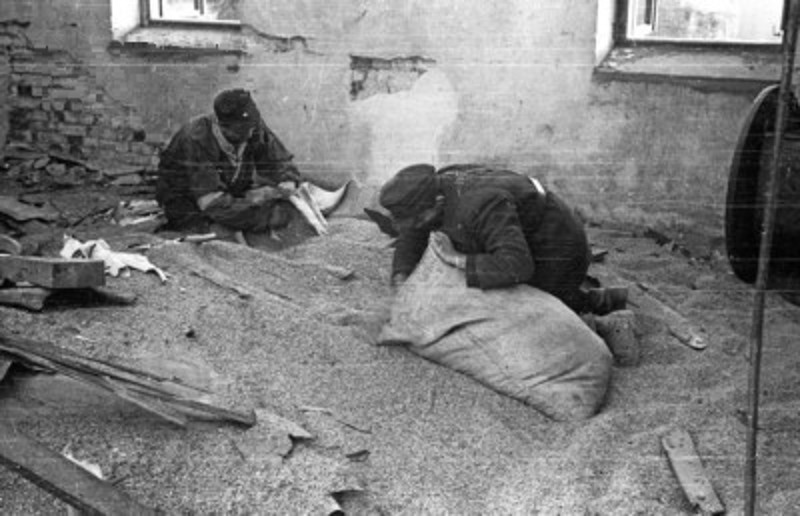
Załadunek jęczmienia, głównego składnika zupy plujki, w magazynach browaru Haberbusch i Schiele, sierpień 1944

Zupa plujka, zupa pluj lub pluj-zupa – zwyczajowa nazwa zupy  gotowanej z jęczmienia w czasie powstania warszawskiego (okres II wojny światowej).

## Opis
Zboże pochodziło z magazynów browaru Haberbusch i Schiele znajdujących się przy ul. Grzybowskiej 58 (wejście od ul. Ceglanej 4/6), określanych czasem jako „spichlerz powstańczej Warszawy”. Zgromadzone tam duże zapasy jęczmienia były ważnym źródłem żywności dla głodującej ludności cywilnej i powstańców.  Był to cel wypraw Polaków z terenu całego Śródmieścia. Jęczmień mielono następnie w młynkach do kawy, co upodabniało go do kaszy. 
Nazwa zupy pochodzi od ostrych łupin jęczmienia, które trzeba było wypluwać w czasie jedzenia.